# 석남로 (인천)
석남로(石南路)는 인천광역시 서구 석남동에 있는 도로로, 총 연장은 1.248 km이다.

## 유래
해당 도로가 통과하고 있는 동명인 석남동이라는 명칭을 따와서 명명되었기 때문에, 옛 부평군 석곶면의 남쪽에 있는 마을이라는 의미를 가지고 있다.

## 노선 정보
- 총 연장 : 1.248 km
- 기점 : 인천광역시 서구 석남동 223-523장 (봉수대로와 교차)
- 종점 : 인천광역시 서구 석남동 570-15대 (가남로와 교차)

## 지리

### 통과하는 지자체
- 인천광역시
  - 서구 (석남동)

### 접촉하는 도로
- 봉수대로
- 염곡로
- 가정로
- 가남로 (국도 제6호선, 국도 제77호선, 국가지원지방도 제98호선의 일부)
- 비고 : 봉수대로에서는 봉수대로285번길과 직결됨

### 주변에 있는 시설
- 석남녹지도시숲
- KT 석남지사

### 철도 연계역
- 인천 도시철도 2호선 : 서부여성회관역